# Girolamo Riario
Girolamo Riario (1443 – 14. dubna 1488) byl vládcem měst Imola (od 1473) a Forlì (od 1480). Sloužil svému strýci, papeži Sixtu IV. a zúčastnil se spiknutí Pazziů proti rodině Medicejských ve Florencii. O deset let později byl zabit členy rodiny Orsi z Forlì.

## V kultuře
- V roce 2009 se objevuje Girolamo ve hře Assassin's Creed II.
- Girolamo je jedna z klíčových postav v seriálu Da Vinciho démoni, kde představuje hlavního antagonistu. V seriálu ho představuje herec Blake Ritson.
- V roce 1898 je Girolamo antagonistou knihy The Making of Saint popisující události města Forlì.